# Wu Xiaobo
Wu Xiaobo (* 1968 in Ningbo,  Provinz Zhejiang) ist ein chinesischer Verleger und Autor von Sachbüchern.

## Werdegang
1990 graduierte er an der Fudan-Universität in Shanghai. 2002 wurde er Vertragsautor der Bertelsmann Asia Gruppe.
2004 unterrichtete er als Gastprofessor an der Harvard Kennedy School.
2002 gründete er die Blue Lion Publishing Verlagsgruppe, durch die er zahlreiche selbst verfasste Bücher über die Wirtschafts- und Finanzwelt Chinas veröffentlichte.
Eines seiner meistverkauften Bücher trägt den Titel „The Story of Tencent“. In dem Buch beschreibt er die Geschichte von Tencent, das größte Internet-Unternehmenellschaft Chinas und ein erfolgreicher Spieleproduzent. Das Buch erreichte bisher in China eine Auflage von einer halben Million Exemplaren. Er ist ein häufig geladener Redner bei Veranstaltungen bezüglich der wirtschaftlichen Entwicklung Chinas.
Seit 2014 betreibt er den „Wu Xiaobo Channel“ über seine eigene Produktionsfirma namens Bajiulin. Dieser befasst sich mit aktuellen Tendenzen der chinesischen Wirtschaft.